# Lorenz Schrader
Lorenz Schrader (* 1538 in Halberstadt; † 1606 in Osnabrück) war ein Rat des Bischofs von Osnabrück.

## Leben
Schrader gehört zu den herausragenden juristischen und politischen Beratern der Osnabrücker Bischöfe des 16. Jahrhunderts. Nach dem Studium der Rechtswissenschaft in Erfurt (Immatrikulation 1554), der Promotion und einem längeren Aufenthalt in Rom holte Bischof Johann von Hoya den Protestanten als politischen Berater nach Osnabrück und entsandte ihn 1566 erstmals zum Reichstag nach Augsburg. 
1571 trat er auf Vermittlung seines Landesherrn und unter Beibehaltung seines Amtes im Hochstift Osnabrück in den Dienst des Erzbischofs von Bremen, Heinrich von Sachsen-Lauenburg. Auch dessen Gunst und Vertrauen vermochte er als politischer Berater und Diplomat schnell zu gewinnen, zumal als er nach dem Tode Johann von Hoyas 1574 die Wahl Heinrichs zum Nachfolger in Osnabrück erfolgreich beförderte. In der Folgezeit wurde Schrader auch mit innerterritorialen Aufgaben betraut. Die 1585 von Bischof Heinrich formulierten Regierungsartikel, die eine Regierungskanzlei mit landesherrlicher Stellvertreterfunktion institutionalisierten, erwähnen ihn als Vizekanzler. 
Ob er seinen politischen Einfluss auch noch unter den Nachfolgern Heinrichs, den Bischöfen Bernhard von Waldeck und Philipp Sigismund von Braunschweig-Wolfenbüttel behalten konnte, ist noch nicht ganz geklärt. Wenn er auch weiterhin zeitweilig mit politischen Missionen betraut wurde, so wurde doch sein Einfluss auf die landesherrliche Politik zunehmend verdrängt durch die fortan dominierende Persönlichkeit Gotthards Fürstenberg, der von 1586 bis zu seinem Tode 1613 als osnabrückischer Kanzler und Rat das politische Geschehen bestimmte.

## Schriften
- Monvmentorvm Italiae, Quæ hoc nostro sæculo & à Christianis posita sunt, Libri Qvatvor. (Digitalisat)
- Tumulus Mag.ci & Cl.mi Viri Dn: Laurentii Schraderi Halberstadiensis Com. Palat: &c. Anno MDCVI. IV. Kal. VIIIbris. aetat. LXIX. Osnabrugae pie defuncti : Ad ... Henricum, I.U.D. Dnn; Gebhardum,... .